# بي جي إم-71 تاو
بي جي إم-71 تاو (بالإنجليزية: BGM-71 TOW)‏ صاروخ موجه مضاد للدروع أمريكي من صنع شركة هيوز، دخل الصاروخ في الخدمة عام 1970 في الجيش الأمريكي كما صدر إلى كثير من دول العالم. يمكن إطلاق الصاروخ من منصات تركب على المركبات أو إطلاقه من المروحيات، المدى الأقصى للصاروخ يبلغ 3,750 متر وبإمكانه اختراق دروع بسمك 600 ملم إلى 1000 بحسب فئة الصاروخ.
أول استخدام قتالي للصاروخ كان في عام 1972 في حرب الفيتنام حينما نجحت صواريخ تاو أطلقت من طائرات عمودية في اختراق وتدمير الدبابات السوفيتية الصنع بي تي-76.

## المستخدمون

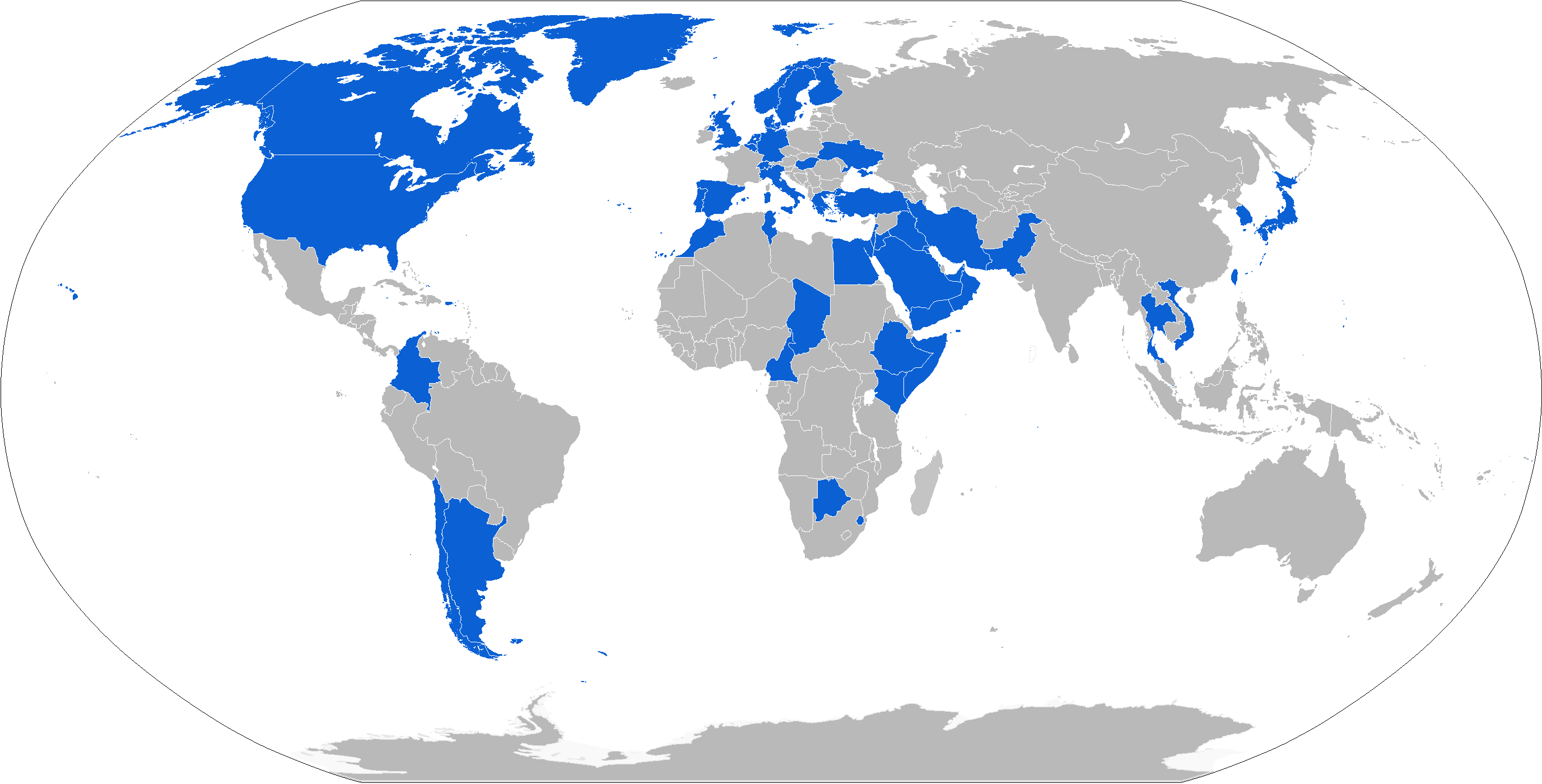
خريطة مستخدمين BGM-71 باللون الازرق

- الأرجنتين
- البحرين
- بلجيكا
- بوتسوانا
- الكاميرون
- كندا
- تشيلي
- تشاد
- كولومبيا
- الدنمارك
- مصر [5]
- إثيوبيا
- فنلندا [6]
- المجر
- ألمانيا
- اليونان
- إيران
- العراق النسخة الإيرانية [7]
- إسرائيل
- إيطاليا
- اليابان
- الأردن
- كينيا
- الكويت
- لبنان
- لوكسمبورغ
- المغرب [8]
- هولندا
- النرويج
- عُمان
- باكستان[9]
- البرتغال
- السعودية
- سنغافورة
- الصومال
- كوريا الجنوبية
- إسبانيا
- السويد
- إسواتيني
- سويسرا
- تايوان
- تايلاند
- تونس
- تركيا
- الجيش السوري الحر
- الإمارات العربية المتحدة
- المملكة المتحدة
- الولايات المتحدة
- فيتنام
- اليمن

## التطوير والتصميم
التصميم الأولي الذي أطلق عليه اسم XBGM-71A طور بين عامي 1963 و 1968 من قبل شركة هيوز للطائرات، وكان التصميم يعتمد على إطلاق صاروخ مضاد للدروع من الأرض أو من خلال منصات إطلاق محمولة جوا بالمروحيات. لاحقا أنتجت شركة رايثون صاروخ BGM-71 TOW الذي يوجه بواسطة سلك ويستخدم كصاروخ خارق للدروع والتحصينات.

## صور

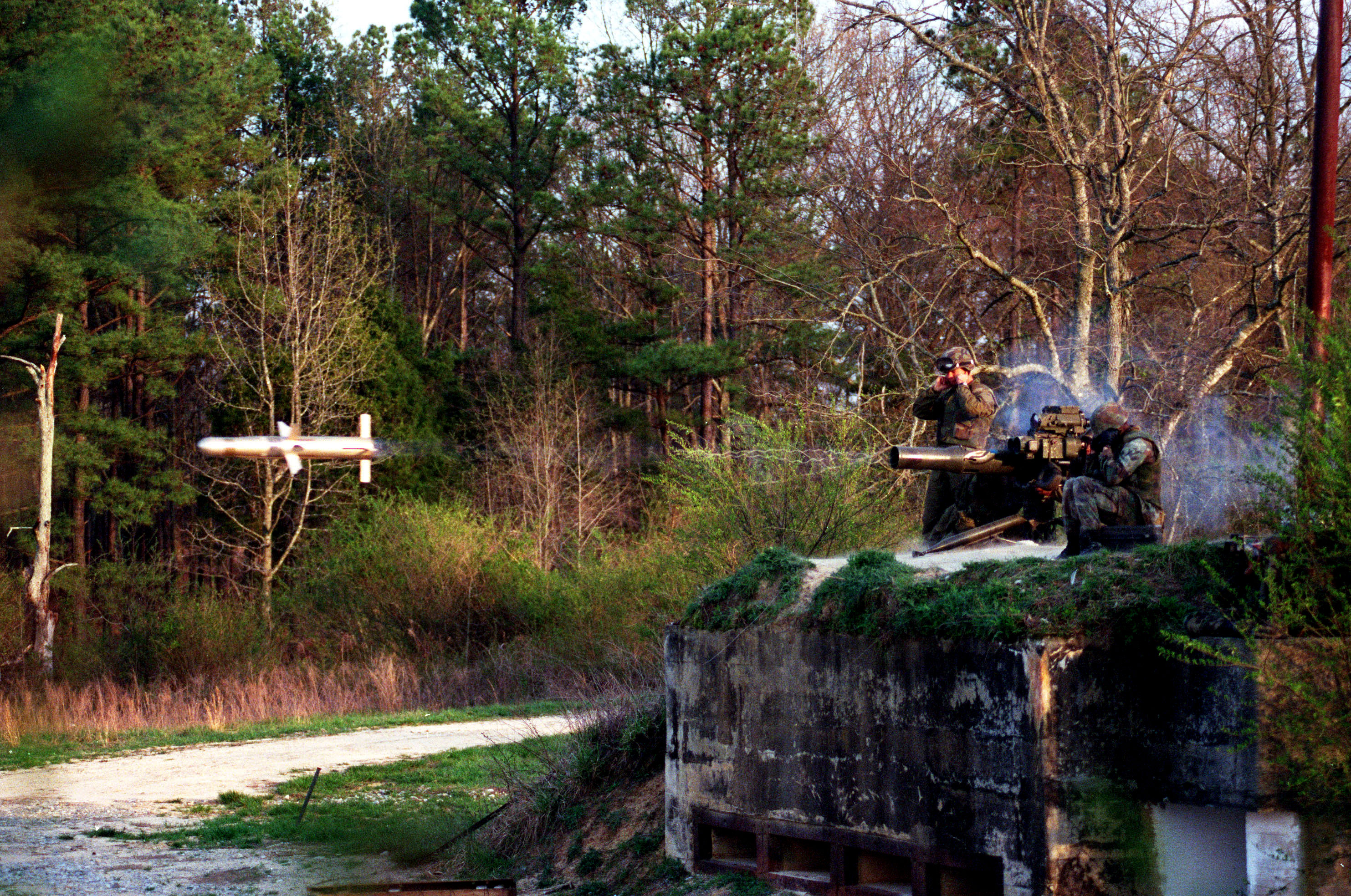
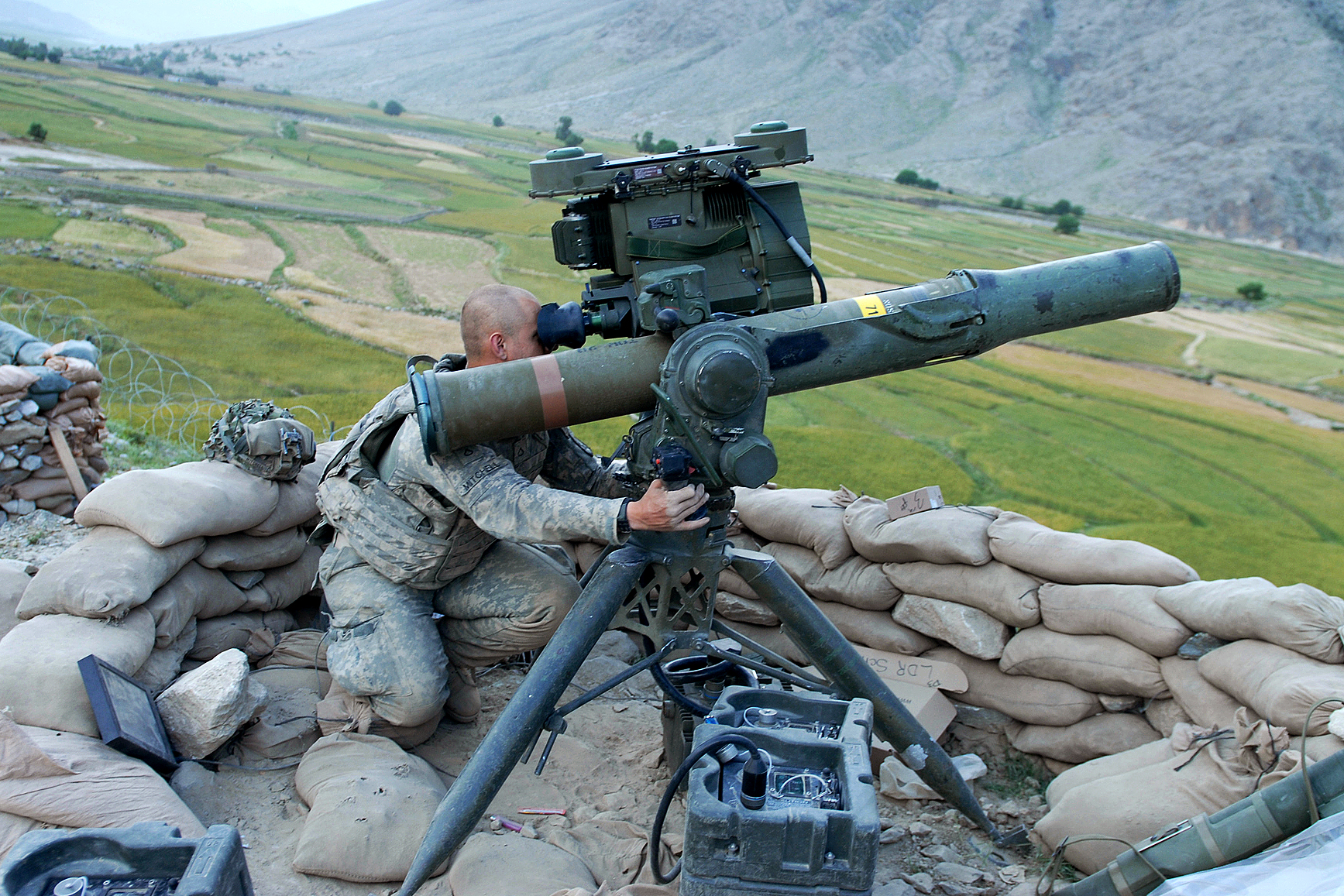
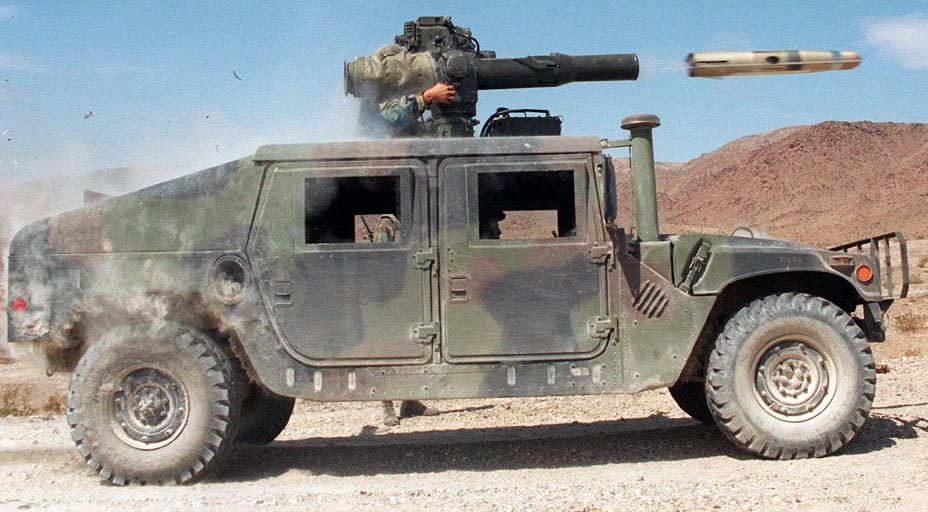
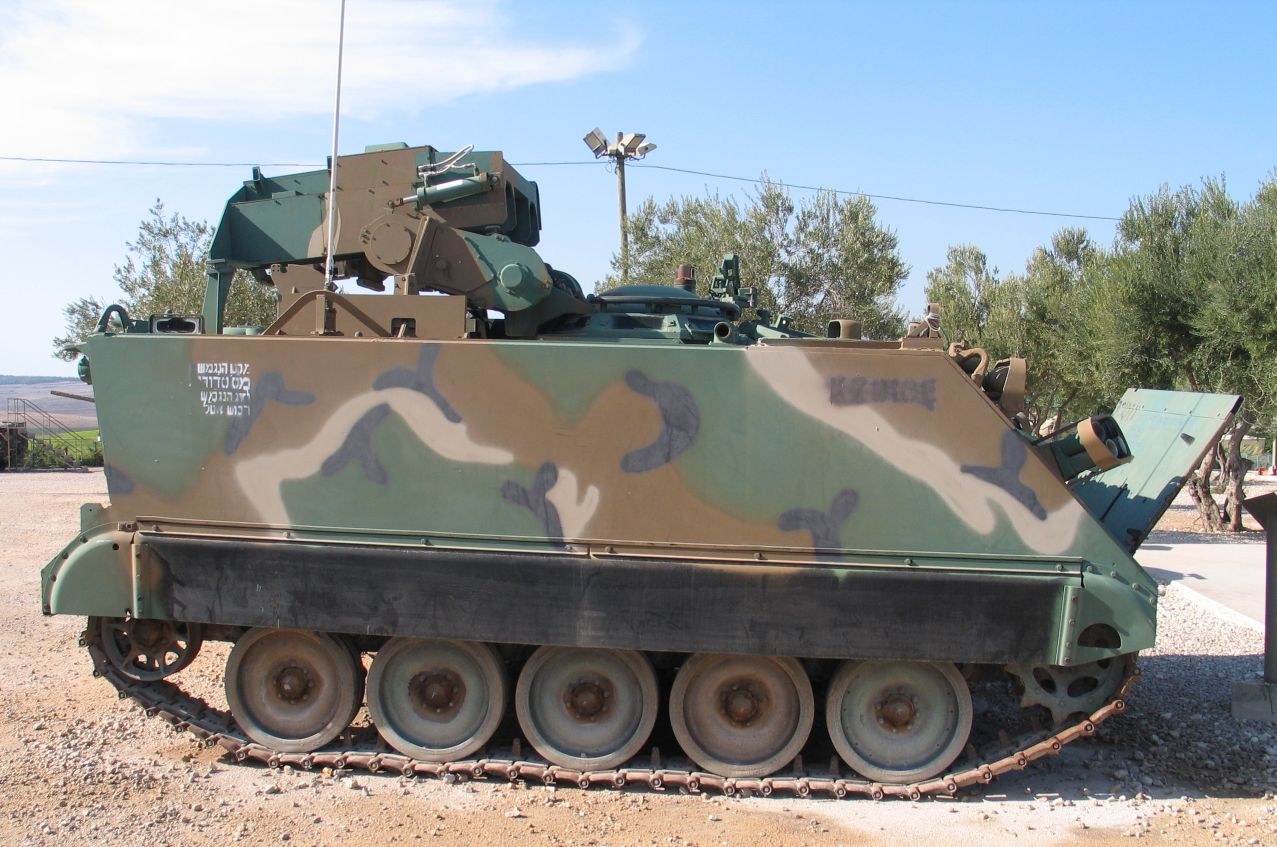
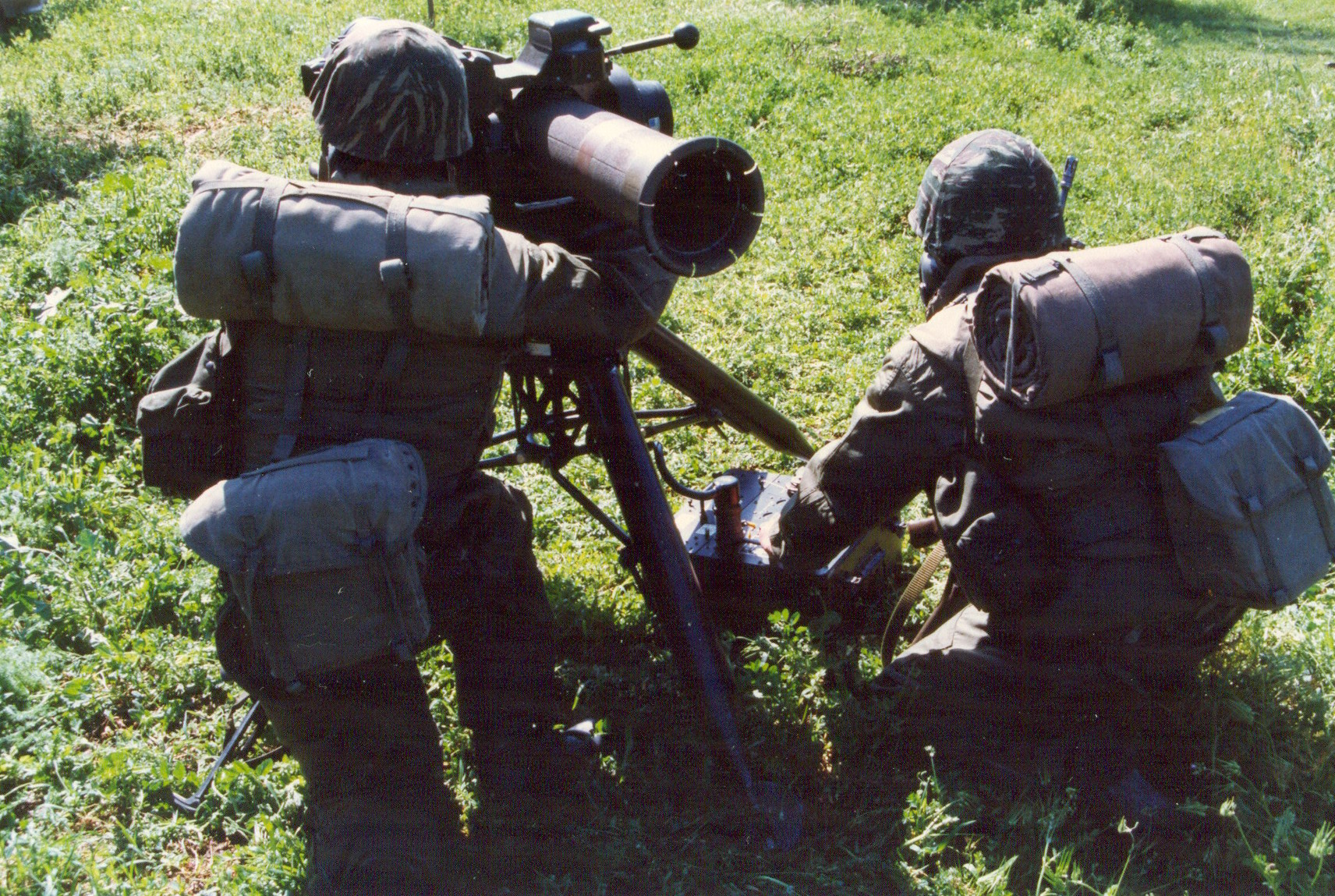
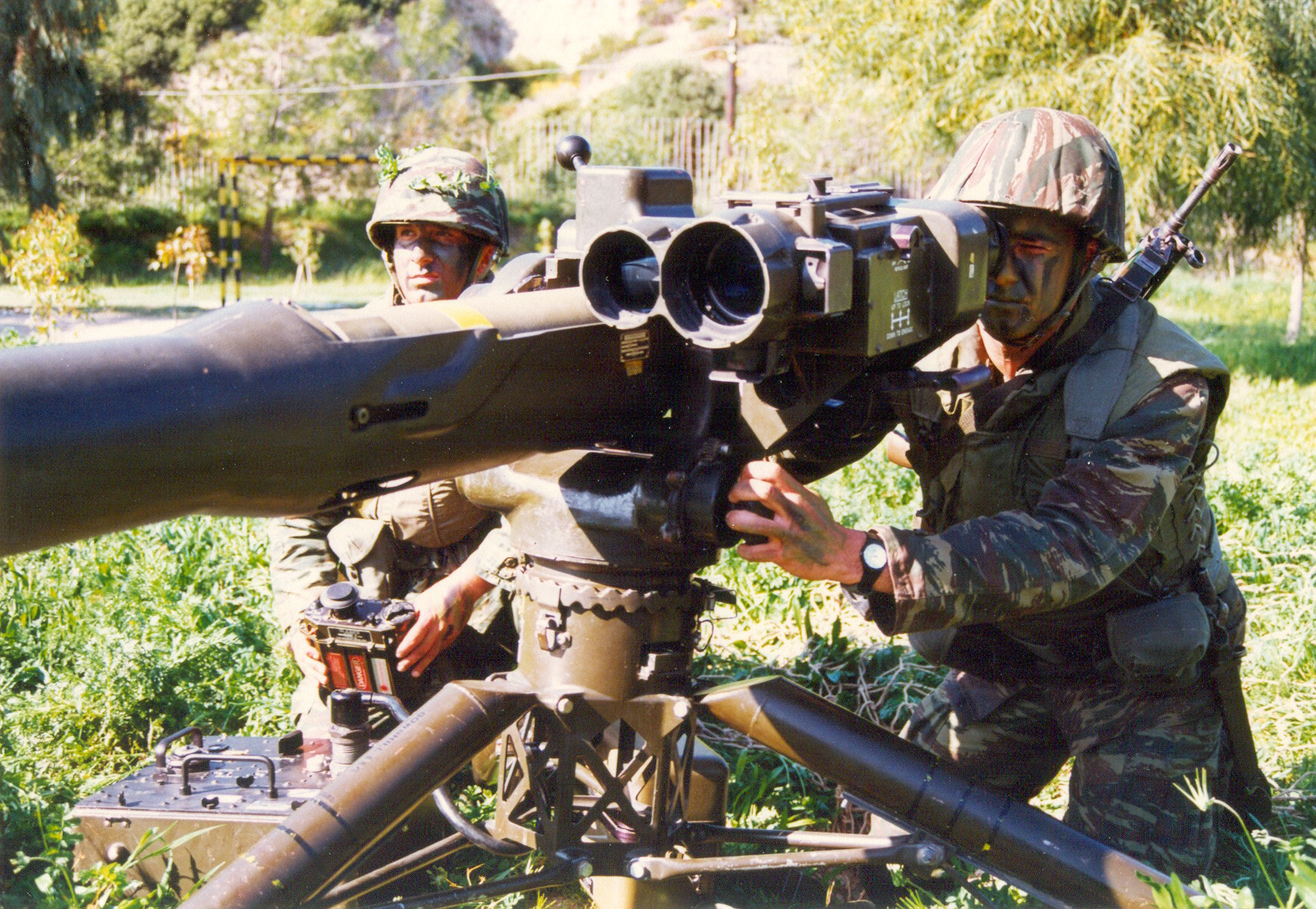
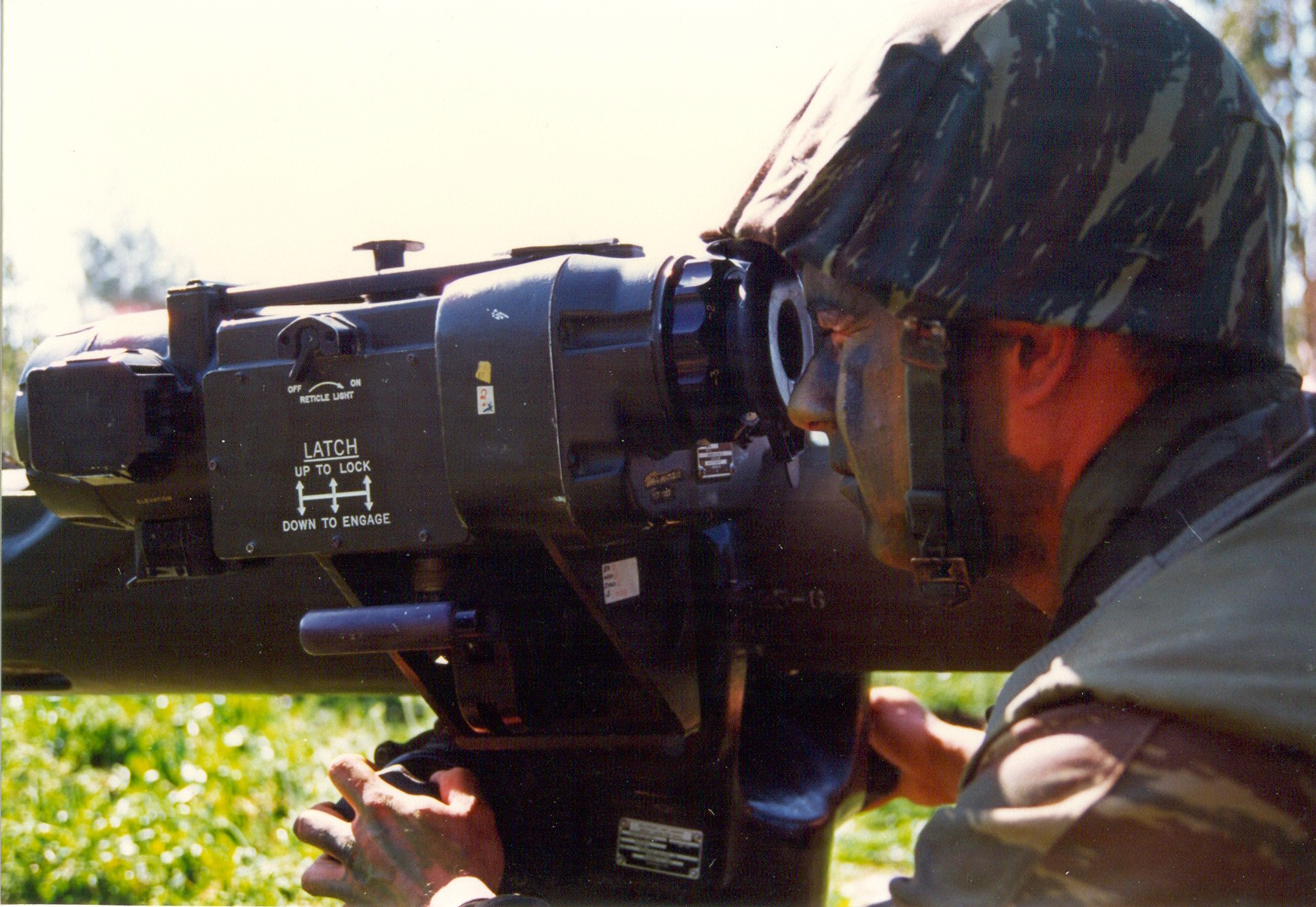
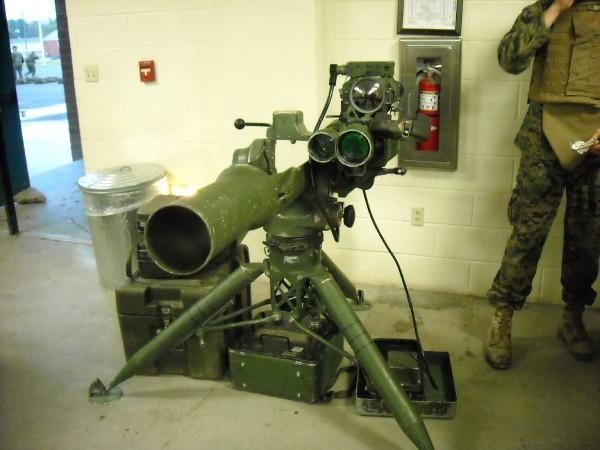
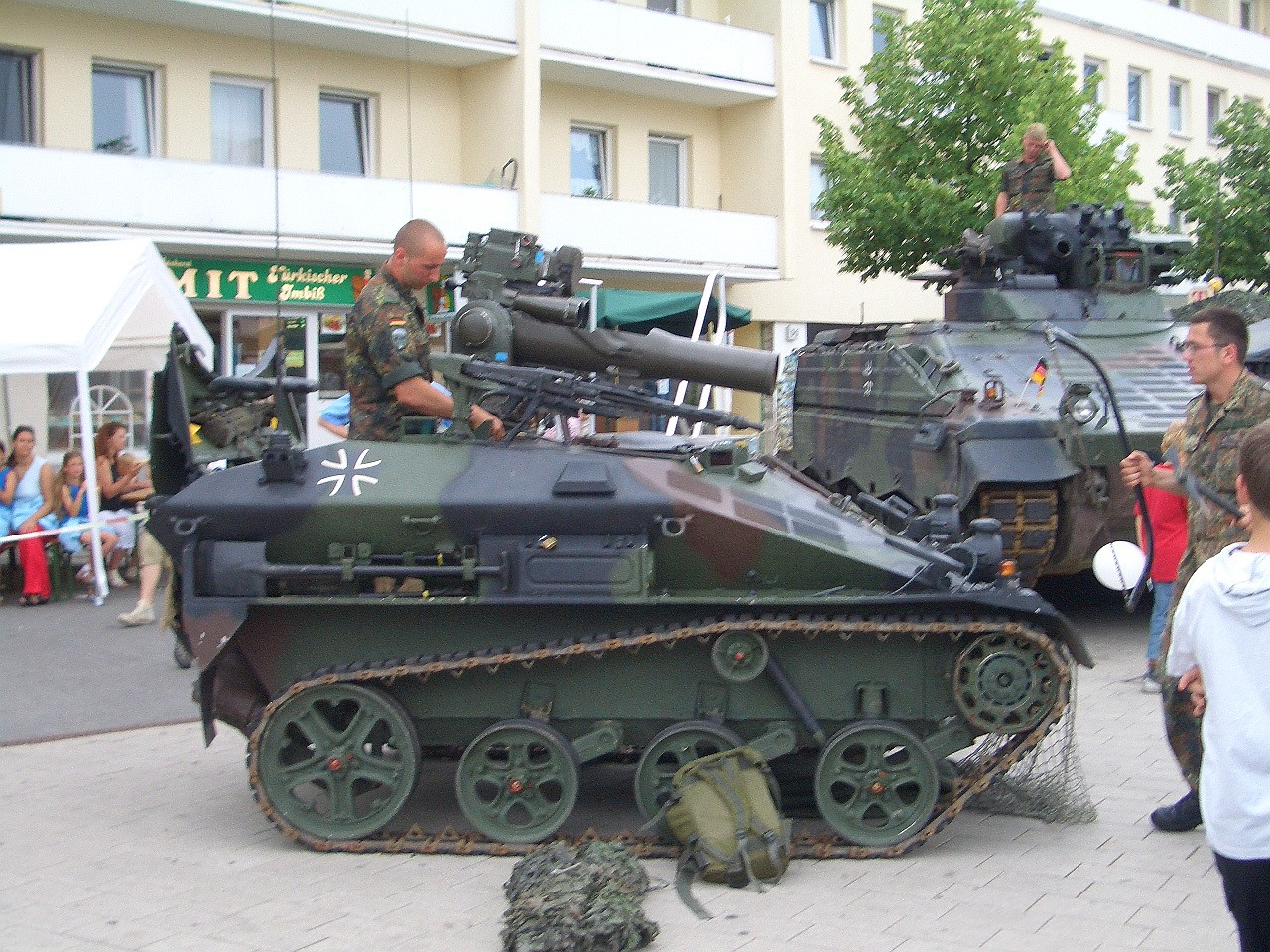
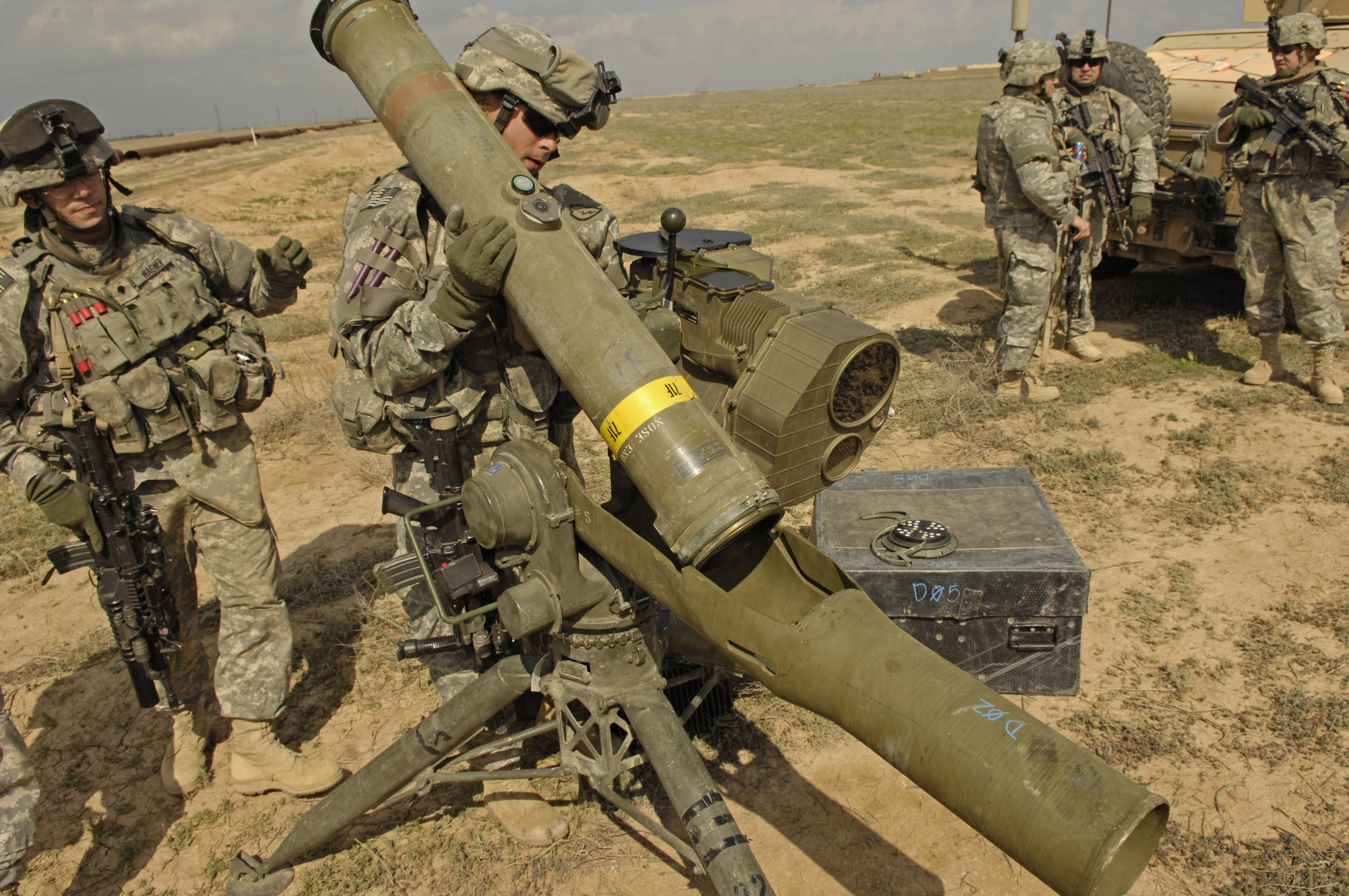
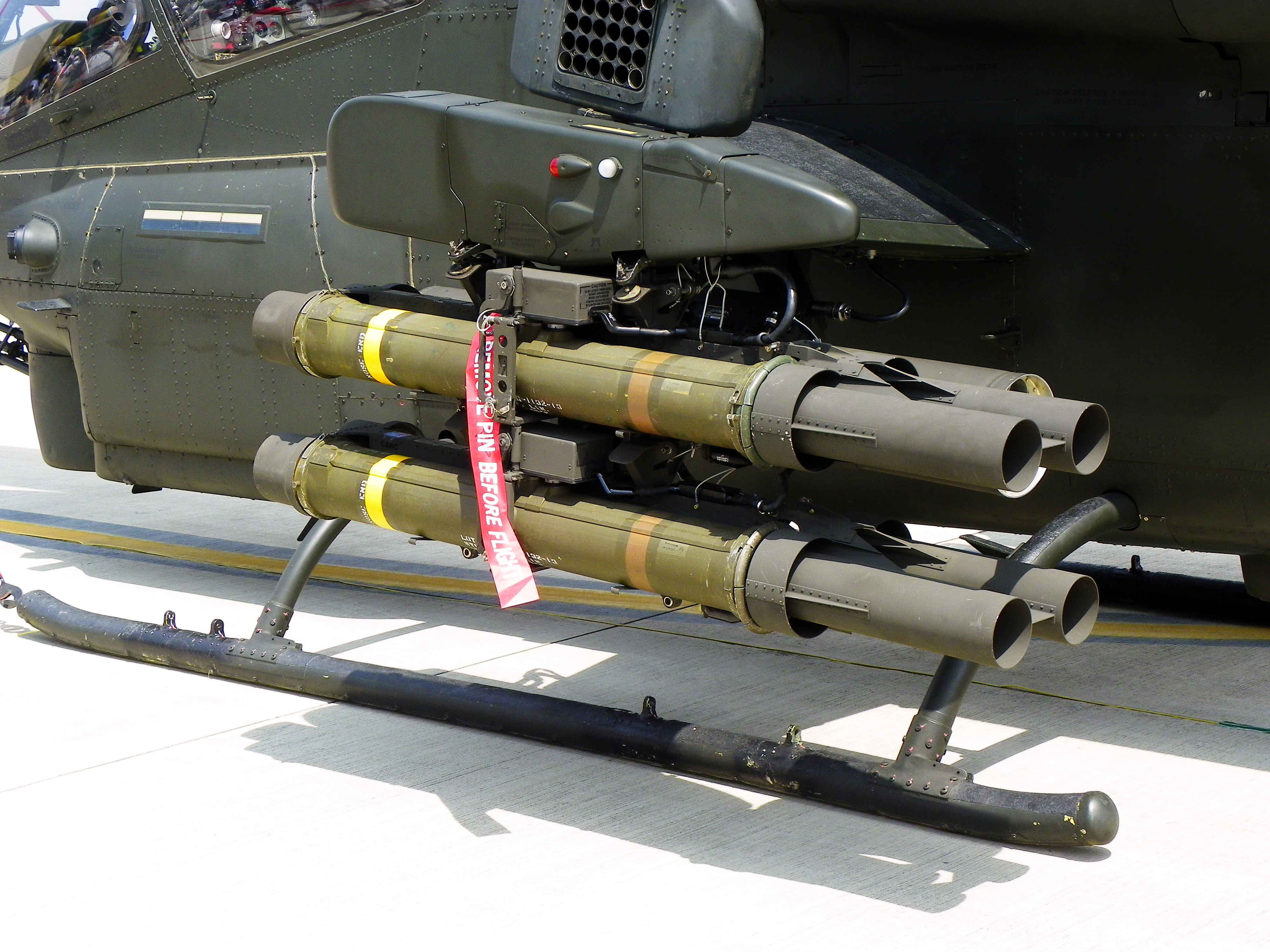